# Барбазан, Арно Гийом де
Арно́ Гийо́м де Барбаза́н (окс. Arnault Guilhem, англ. Arnaud Guillaume de Barbazan; 1360, Барбазан-Десю — 1431, Бюльньевиль) — французский рыцарь, советник и первый камергер дофина Карла, будущего короля Карла VII; капитан времён Столетней войны, выходец из знатной семьи французской местности Бигорр.
Представлял собой редкий тип истинного рыцаря со всеми его благородными качествами. Даже у врагов он заслужил себе уважение и приобрёл прозвище «рыцаря без упрёка» (фр. chevalier sans reproche).

## Биография
Служил последовательно герцогу Орлеанскому, брату Карла VI, герцогу Беррийскому и дофинам Людовику и Карлу. Победы, которые он одерживал над англичанами, сделали имя его вскоре известным во всей Франции.
Первый раз Барбазан прославился в 1402 году, когда во главе 7 французских рыцарей принял вызов на поединок 7 английских рыцарей и победил их в памятном бою (fr) при замке Монтандр (fr) в Сентонже (19 мая 1402).
В 1420 году он защищал от войск Генриха V Английского город Мелён, после его падения был взят в плен и содержался до 1430 года в крепости Шато-Гайяр, когда наконец Ла Гир освободил его. Получив свободу, Барбазан продолжал борьбу с англичанами и наконец в 1431 году, в битве при Бюльньевилле (fr), был тяжело ранен и умер. Карл VII приказал перенести его останки в Сен-Дени, где они были погребены с большими почестями.